# كريس كلارك (لاعب كرة قدم)
كريس كلارك (6 أبريل 1978 بنيو ويستمينيستر في كندا - ) هو لاعب كرة قدم كندي في مركز الهجوم. لعب مع فانكوفر وايتكابس (نادي كرة قدم) وBuffalo Blizzard ‏ وCalgary Mustangs (USL) ‏ وEdmonton Drillers (1996–2000) ‏.